# Кърстен Прайс
Кърстен Прайс (на английски: Kirsten Price) е американска порнографска актриса и еротичен модел.

## Ранен живот
Родена е на 13 ноември 1981 г. в Провидънс, щата Род Айлънд, САЩ в семейството на бивши военнослужещи от американската армия. Тя е от френски и италиански произход. Живее известно време в Ню Йорк, където работи като гоу-гоу танцьорка и сервитьорка. Посещава „Фишър Колидж“ в продължение на 18 месеца и получава диплома по наказателно правосъдие. Има и лиценз за козметика. Учи бизнес администрация на Хаваите и за да плаща обучението си работи като фризьорка. На 22-годишна възраст става победител в местния конкурс „Мис Бикини Хаваи“.

## Кариера
След като напуска Хаваите се премества да живее в Ню Йорк, снима се за списание Плейбой и е избрана за момиче на месеца. По-късно се установява в Лос Анджелис, където продължава да снима голи фотосесии за списания и сайтове като „Хъслър“, „Клуб“, „Чери“, „Стрип Лас Вегас“, „Адам филм уърлд“ и други. Постепенно започва да прави по-хард изпълнения и снима секс сцени с жени. След това подписва двегодишен договор с компанията „Уикед Пикчърс“, която ѝ дава възможността да снима секс сцени и с мъже.
През 2006 г. Кърстен Прайс печели наградата Temptation за най-добра нова звезда. В Европа е номинирана за германската Eroticline награда в същата категория.
Следващата година тя получава пет номинации за награди на AVN – за най-добра нова звезда, за най-добра актриса за изпълнението на ролята ѝ във филма „Просто ей така“, за най-добра поддържаща актриса за изпълнението на ролята ѝ във филма „Ловци на мъже“, както и две номинации за изпълнение на секс сцени. В крайна сметка Прайс печели единствено наградата за най-добра поддържаща актриса.
През 2006 г. става победител в първия сезон на телевизионното реалити шоу „Моята гола дама“ по канал на телевизия Фокс.
Прайс играе малка роля в епизод на американския сериал „Трева“ заедно с порноактьорите Джесика Джеймс и Лексингтън Стийл.
Изявява се и като водеща по телевизионния канал на „Плейбой“ – води сериите „Трясъкът“ и лайв шоуто „Нощни обаждания“ заедно с Джеси Джейн.
През 2010 и 2011 г. се появява няколко пъти, включително като кореспондент на екстремни спортове, в програмата „Rated A For Adult“ на телевизия G4TV.
Прайс е водеща заедно с порноактрисата Кейдън Крос и комедийния актьор Дейв Атъл на церемонията по връчване на 27-ите AVN награди. Работи в продължение на няколко години като репортер от „червения килим“ на наградите AVN за телевизиите „Плейбой“ и „Шоутайм“.

## Личен живот
На 9 октомври 2004 г. се омъжва за порноактьора Барет Блейд, но по-късно се развеждат. Вторият ѝ съпруг е също порноактьор - Кийрън Лий.
В края на 2009 г. увеличава гърдите си с поставяне на силиконови импланти.

## Награди и номинации
Носителка на награди
- 2006: Temptation награда за най-добра нова звезда.[12][13][20]
- 2007: AVN награда за най-добра поддържаща актриса във филм – „Ловци на мъже“.[7][12][21]
- 2007: AVN награда за най-добра групова секс сцена във филм – „FUCK“ (с Кармен Харт, Кацуни, Мия Смайлс, Ерик Мастерсън, Крис Кенън, Томи Гън и Ранди Спиърс).[7][21]
- 2010: AVN награда за най-добра групова секс сцена във филм – „2040“ (с Джесика Дрейк, Алектра Блу, Микайла Мендес, Кейлани Лей, Тори Лейн, Джейдън Джеймс, Кайла Карера, Брад Армстронг, Роко Рийд, Маркус Лондон, Мик Блу, Т.Джей Къмингс и Ранди Спиърс).[7][22]

Номинации
- 2006: Номинация за CAVR награда за MVP на годината.[23]
- 2007: Финалистка за F.A.M.E. награда за най-горещо тяло.[24]
- 2007: Номинация за AVN награда за най-добра нова звезда.[12][25][26]
- 2007: Номинация за AVN награда за най-добра актриса (видео).[25]
- 2007: Номинация за CAVR награда за MVP на годината.[27]
- 2008: Номинация за AVN награда за изпълнителка на годината.[25]
- 2008: Номинация за AVN награда за най-добра актриса (видео).[25]
- 2009: Номинация за AVN награда за най-добра актриса – „Уста“.[25][28]
- 2010: Номинация за AVN награда за най-добра поддържаща актриса.[25][29]
- 2010: Номинация за F.A.M.E. награда за най-горещо тяло.[30]
- 2011: Номинация за AVN награда за най-добра най-добра поддържаща актриса.[25][31]
- 2011: Номинация за XBIZ награда за актьорско изпълнение на годината – „Скорост“.[32]